# LGC Ltd
LGC Group, früher Laboratory of the Government Chemist, ist ein internationales Unternehmen für Life-Science-Messungen und -Werkzeuge. Es legt die Rolle und Pflichten des britischen Government Chemist (deutsch Regierungschemikers) fest, ein gesetzlicher Berater der Regierung. LGC beherbergt außerdem das britische National Measurement Laboratory (NML; deutsch Nationales Messlabor) für chemische und biologische Messungen, das unter anderem Messungen für Diagnostik, fortschrittliche Therapien und Sicherheit durchführt.

## Group
Zur LGC Group gehören mehrere Firmen, die sich auf bestimmte Bereiche spezialisiert haben. Dazugehören unter anderem:
- LGC Biosearch Technologies[3]
- LGC Axolabs[4]
- LGC Standards[5]
- LGC Clinical Diagnostics[6]
- LGC Grant Management Group (GMG)[7]
- LGC ASSURE[8]
- LGC National Laboratories and Science (NLS)[9]

## UK Government Chemist
Der Government Chemist (deutsch Regierungschemiker) ist eine Person, die mit den in sieben Gesetzen des Parlaments vorgeschriebenen gesetzlichen Aufgaben ernannt wird und vom Labor des Regierungschemikers unterstützt wird (The Government Chemist is a person appointed with statutory duties prescribed in seven acts of Parliament, supported by the Laboratory of the Government Chemist). Darüber hinaus berät diese Person die Regierung in relevanten Angelegenheiten. Seit 2018 werden beide Funktionen vom Department for Business, Energy and Industrial Strategy (deutsch Ministerium für Unternehmens-, Energie- und Industriestrategie finanziert), LGC ist jedoch ein privates Unternehmen und der staatliche Chemiker ist ein Angestellter von LGC. Seit August 2023 wird diese Position von Julian Braybrook besetzt.

## Geschichte

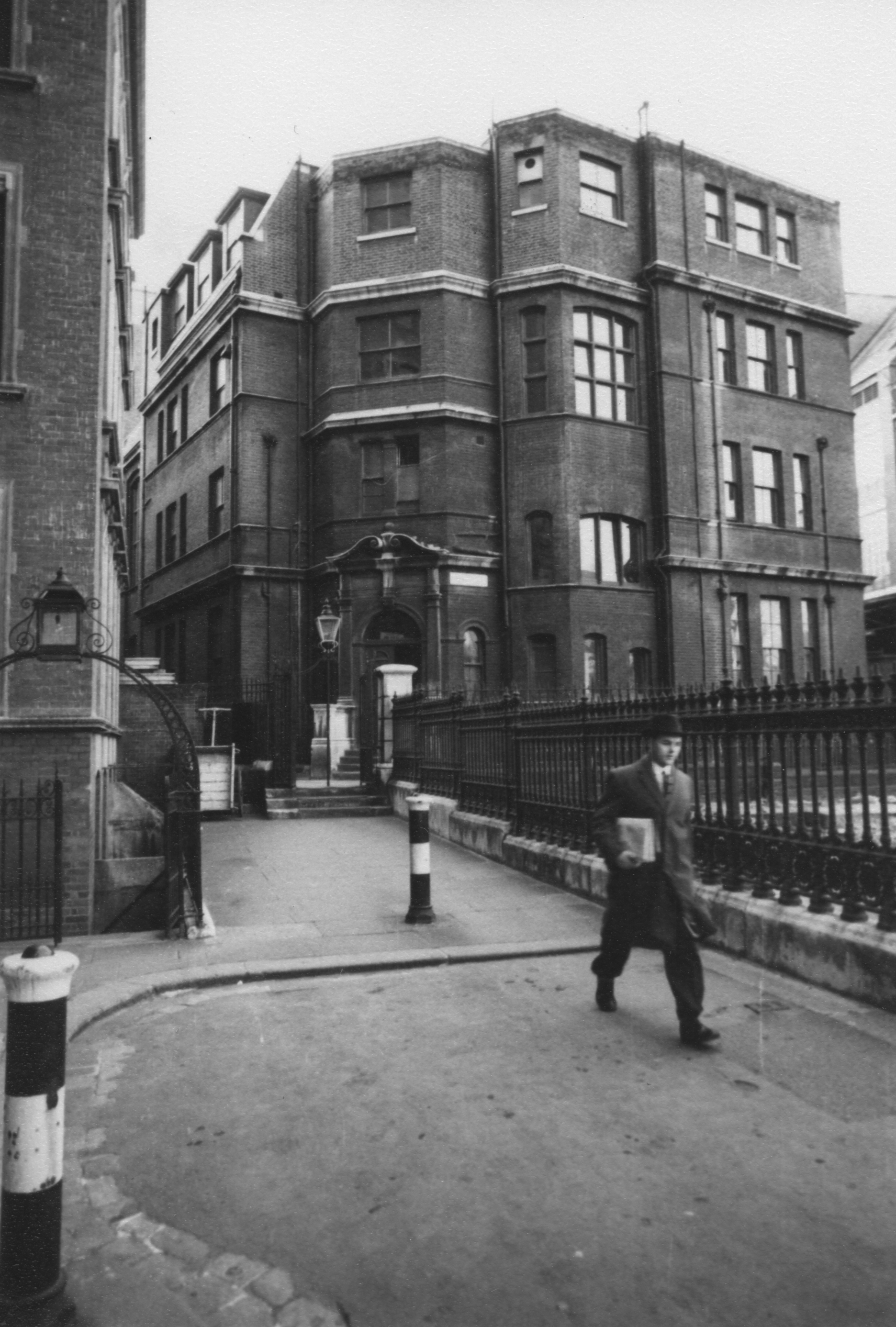
Clement's Inn Passage c1965

Im Jahr 1842 richtete das Department of Excise (deutsch Verbrauchsteuerbehörde)in seinem Hauptquartier in der Broad Street ein Labor ein, um Tabak auf Verfälschungen zu überprüfen, d. h. auf den Zusatz anderer Substanzen zur Gewinnsteigerung und zur Umgehung von Zöllen (Die Menge des verkauften Tabaks war viel größer als die importierte). Ein Mitarbeiter, George Phillips, nutzte ein Mikroskop und chemische Tests, die er größtenteils selbst entwickelt hatte. Die Arbeit des Labors wurde ausgeweitet um Pfeffer, Bier und Kaffee auf Verfälschungen zu prüfen, wofür unter Phillips zusätzliches Personal eingestellt wurde und 1859 in Somerset House ein neues Labor eröffnet wurde. Zu diesem Zeitpunkt wurde das Excise in das Inland Revenue (deutsch Finanzamt) integriert. Im Jahr 1861 wurden 11.000 Proben bearbeitet. Die Arbeit wurde auch auf Lebensmittel und Seife ausgeweitet. 1874 hatte Phillips 12 feste Mitarbeiter. Das Inland Revenue Laboratory, wie es jetzt hieß, wurde gemäß dem Sale of Food and Drugs Act 1875 (38 & 39 Vict. c. 63) (deutsch Gesetz über den Verkauf von Lebensmitteln und Arzneimitteln von 1875) zum Referee Analyst (deutsch Schiedsrichter-Analyst) ernannt, d. h. zu einem Schiedsrichter, dessen Ergebnisse vor Gericht akzeptiert wurden. Dadurch erhöhte sich die Anzahl der eingereichten Proben erheblich.
Im Jahr 1894 wurde ein offizielles Regierungslabor eingerichtet, das sowohl das Inland Revenue Laboratory als auch ein separates Zolllabor umfasste, das 1860 eingerichtet worden war und 1897 in eigens dafür errichtete Räumlichkeiten in Clement’s Inn Passage umzog. Der Leiter war Edward Thorpe mit dem Titel eines Chefchemikers, der seine Aktivitäten auf Gesundheitsprobleme die durch die Streichholz- und Bleiglasindustrie verursacht wurden, ausweitete. In seinem Bericht aus dem Jahr 1907 heißt es, dass 173.606 Analysen und Untersuchungen im Auftrag der HM Customs and Excise (deutsch Zoll- und Verbrauchsteuerbehörden), anderer Behörden und im Zusammenhang mit zwei Gesetzen, dem Food And Drugs Act (deutsch Lebensmittel- und Arzneimittelgesetz) und dem Fertilisers and Feeding Stuffs Act (deutsch Düngemittel- und Futtermittelgesetz), durchgeführt wurden.

### Erster Government Chemist
Im Jahr 1911 wurde das Regierungslabor zu einer unabhängigen Regierungsabteilung, der Abteilung des Government Chemist. Der Rektor James Dobbie war der erste, dem der neue Titel „Government Chemist“ verliehen wurde. Die Analyse von Tabak blieb ein wesentlicher Teil der Arbeit und wurde im Ersten Weltkrieg aufgrund der Lieferungen an die Truppen stark ausgeweitet. Mit der Zwischenkriegsgesetzgebung stieg die Nachfrage, und das Labor musste umfangreiche Originäre Forschung betreiben, um neue und bessere Analysemethoden zu entwickeln. Die Zahl der Routineproben stieg zwischen 1920 und 1939 von 199.388 auf 430.314. Die Regierung forderte zudem nach Methoden im Zusammenhang mit der Beförderung gefährlicher Güter, der Luftverschmutzung und den möglichen Gesundheitsgefahren, die sich aus der Verwendung von Tetraethylblei in Kraftstoffen ergeben, zu schauen. Der Zweite Weltkrieg führte zu einem Spitzenbedarf von 560.354 Proben.

### Entstehung des Laboratory of the Government Chemist
Im Jahr 1959 war das Regierungslabor (englisch Government Laboratory) keine eigenständige Abteilung mehr, sondern wurde dem Department of Scientific and Industrial Research (Vereinigtes Königreich) (deutsch Abteilung für wissenschaftliche und industrielle Forschung) unterstellt. Im Jahr 1963 zog es als Laboratory of the Government Chemist (deutsch Labor des Regierungschemiker) in neue Räumlichkeiten im Cornwall House, Waterloo, London um. Im Jahr 1989 wurde es in eine Executive agency (deutsch Exekutivagentur) unter dem Department of Trade and Industry (deutsch Ministerium für Handel und Industrie) umgewandelt. Diese gab ihm die Aufgabe, externe Arbeit zu suchen (was es bereits in erheblichem Umfang tat) und Einnahmen zu erzielen, um die Kosten vollständig zu decken, während es gleichzeitig über mehr Autonomie im Management verfügte. Es zog auch in neue Räumlichkeiten in Teddington um.

### Privatisierung
Im Rahmen eines allgemeinen Programms zur Privatisierung öffentlicher Dienstleistungen durch die Regierung kündigte Michael Heseltine an, dass das Laboratory of the Government Chemist ein unabhängiges, gemeinnütziges Unternehmen mit beschränkter Haftung werden oder möglicherweise von einem Unternehmen oder einer Institution gekauft werden könnte, die vorweisen kann, dass es ausreichend unabhängig bleibt, um seine gesetzlichen Pflichten zu erfüllen. Trotz dieser Verpflichtung auf unbestimmte Zeit gab es 40 Interessenten, von denen 3 als geeignet angesehen wurden. Es wurde aber kein Angebot abgegeben. Ein Konsortium aus Labormitarbeitern, der Royal Society of Chemistry und 3i legte 1995 ein Angebot vor, das in Form eines Management-Buy-outs angenommen wurde. Im Februar 1996 wurde daraus die LGC Ltd.

### Nach der Privatisierung
Seit der Privatisierung hat LGC den Eigentümer gewechselt und seine Aktivitäten ausgeweitet. Bei der Privatisierung hatte es einen Wert von 3 Millionen Pfund und wurde 2003 für 80 Millionen Pfund an LGV, Teil von Legal & General, verkauft, die es 2010 für 257 Millionen Pfund an Bridgepoint Capital verkaufte, die es wiederum 2015 an Kohlberg Kravis Roberts (KKR) verkauften. Im Jahr 2020 verkaufte KKR kie LGC an ein Konsortium unter Führung der Private-Equity-Unternehmen Cinven und Astorg.
Die Mitarbeiterzahl sind von 270 im Jahr 1996 durch organischem Wachstum und Akquisitionen, auf rund 4.350 im Jahr 2021 gestiegen. Zu den Akquisitionen seit 1996 gehören: KBioscience, AGOWA, Forensic Alliance Limited, Mikromol, Promochem, University Diagnostics Ltd, HFL, ARMI, VHG Labs, Quotient Bioanalytical Sciences, Dr. Ehrenstorfer, Biosearch Technologies, Thistle QA, Maine Standards, Prime Synthesis, immunsuppressive Eignungstests (PT)-Programm von ASI, BRC Global Standards, o2si, Seracare Life Sciences, Lucigen, Bioautomation, Berry & Associates, MBH Analytical, Toronto Research Chemicals, CDN Isotopes, the Native Antigen Company, Safefood 360, Technopath Clinical Diagnostics und Paragon. Hinzu kommt noch das Outsourcing von Analysedienstleistungen der BNG und der Sentinel Performance Solutions.